# Глабела

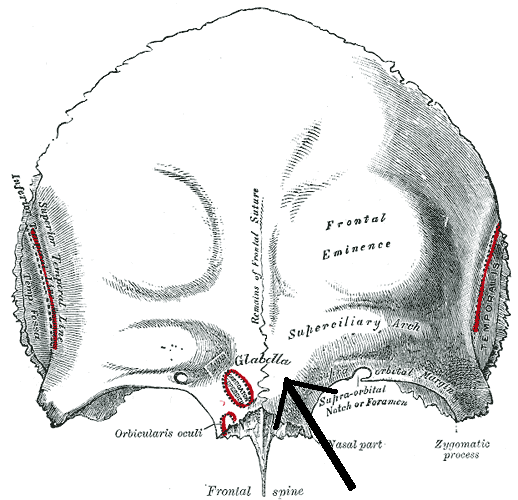
Глабела

Глабела (від лат. Glabellus «безволосий, гладкий», від лат. Glaber «гладенький») — у краніометрії, ділянка на носовому відростку лобової кістки черепа людини, яка найбільш виступає вперед в медіально-стрілові площині, лобова кістка тут утворює більш-менш виражену опуклість (на дитячих черепах ця опуклість відсутня). Розташована між надбрівними дугами і є найбільш передньою точкою лобової кістки на середній лінії черепа. Глабелою, також, називають надперенісся, частину лобової кістки між надбрівними дугами і лобовими буграми.

## В медичній практиці

### Глабелярний рефлекс
Постукування по глабелі призводить до змикання повік при перших кількох ударах, потім моргання має припинитися. Продовження моргання після декількох ударів вважається патологічною реакцією.

### Контроль зневоднення
Шкіра глабели може бути використана для вимірювання тургору шкіри пацієнтів, з підозрою на зневоднення, її стискають між пальцями і обережно відтягують від черепа. Шкіра зневоднених пацієнтів, як правило, залишається в розтягненому стані («наметова шкіра»), а не відразу приходить в нормальну форму.